# Karl-Hermann Geib
Karl-Hermann Geib (* 12. März 1908 in Berlin; † 21. Juli 1949 in Moskau) war ein deutscher Chemiker, der 1943 den Girdler-Sulfid-Prozess (englisch Dual Temperature Exchange Sulfide Process) entwickelte, ein kostengünstigstes Herstellungsverfahren für Schweres Wasser. Zur gleichen Zeit entwickelte der US-amerikanische Wissenschaftler Jerome Saul Spevack Anfang der 1940er-Jahre das gleiche Verfahren, das auch als Geib-Spevack-Prozess bezeichnet wird.

## Familie, Studium und Beruf
Geib wurde in Berlin als Sohn von Karl Geib und seiner Frau Maria geboren. Er war mit Hedwig Delbrück verheiratet und hatte vier Kinder.
Nach seinem erfolgreichen Chemiestudium an der Universität Leipzig wechselte Geib wieder nach Berlin; hier war er 1931 Assistent bei Paul Harteck am Kaiser-Wilhelm-Institut für physikalische Chemie und Elektrochemie in Berlin-Dahlem (heute Fritz-Haber-Institut der Max-Planck-Gesellschaft) und promovierte mit dem Thema „Die Einwirkung von atomarem auf molekularen Wasserstoff“.
In seiner Deportation in die Sowjetunion kontaktierte Dr. Geib die kanadische Botschaft. Nachdem er dort kurzfristig vertagt wurde, tauchte er nie wieder auf. Seine Witwe erhielt seine Hinterlassenschaften postalisch.

## Publikationen
- K. H. Geib, P. Harteck: Die Einwirkung von atomarem auf molekularen Wasserstoff. In: Zeitschrift für Physikalische Chemie. 1931A, Supplement, 1931, S. 849–862, doi:10.1515/zpch-1931-s189.
- K. H. Geib: Chemische Reaktionen der schweren Wasserstoffatome. In: Zeitschrift für Elektrochemie und angewandte physikalische Chemie. Band 44, Nr. 1, 1938, S. 81–87, doi:10.1002/bbpc.19380440112.
- Th. Förster, K. H. Geib: Die theoretische Behandlung chemischer Reaktionen in strömenden Systemen. In: Annalen der Physik. Band 412, Nr. 3, 1934, S. 250–260, doi:10.1002/andp.19344120303.
- K. H. Geib: Anwendung von Isotopen in der chemischen Forschung. In: Angewandte Chemie. Band 51, Nr. 37, 1938, S. 622–626, doi:10.1002/ange.19380513703.